# Unu Pachakuti
Nella mitologia inca Unu Pachakuti è un'inondazione provocata da Viracocha per distruggere le persone attorno al lago Titicaca, salvandone due per portare la civiltà nel resto del mondo.
Il processo di distruzione è legato ad una nuova costruzione. Ha un significato molto profondo nella loro lingua e tradizione. Alcuni traducono il termine in "rivoluzione".